# Keith Musto
Franklyn Keith Musto, OBE (* 12. Januar 1936 in Rochford, Essex) ist ein ehemaliger britischer Segler und heutiger Unternehmer.

## Erfolge
Keith Musto nahm an den Olympischen Spielen 1964 in Tokio in der Bootsklasse Flying Dutchman teil. Gemeinsam mit Crewmitglied Tony Morgan belegte er dank 5556 Gesamtpunkten als Skipper der Lady C den zweiten Platz hinter den Neuseeländern Helmer Pedersen und Earle Wells und vor den US-Amerikanern William Bentsen und Harry Melges. Bereits im Jahr zuvor wurden Musto und Morgan am Starnberger See im Flying Dutchman Vizeweltmeister. 1969 sicherte er sich zudem in Neapel mit John Wigglesworth die Bronzemedaille.
Nach den Olympischen Spielen gründete er 1965 zunächst Musto & Hyde und war als Segelmacher tätig. Später konzentrierte er sich mit der Musto Limited ausschließlich auf Seglerbekleidung. Für seine Verdienste in der Textilindustrie erhielt er zu Neujahr 2014 das Offizierskreuz des Order of the British Empire.